# Округ Пирс (Вашингтон)
Пирс (енгл. Pierce County) је округ у америчкој савезној држави Вашингтон.

## Демографија
По попису из 2010. године број становника је 795.225, што је 94.405 (13,5%) становника више него 2000. године.
| Група             | 2000.           | 2010.           |
| Белци             | 532.934 (76,0%) | 559.160 (70,3%) |
| Афроамериканци    | 48.730 (7,0%)   | 53.998 (6,8%)   |
| Азијати           | 35.583 (5,1%)   | 47.501 (6,0%)   |
| Хиспаноамериканци | 38.621 (5,5%)   | 72.849 (9,2%)   |
| Укупно            | 700.820         | 795.225         |